# Episodi di PSI Factor (prima stagione)
La prima stagione della serie televisiva PSI Factor è stata trasmessa in anteprima in Canada in syndication tra il 5 ottobre 1996 e il 17 maggio 1997.
| nº | Titolo originale                  | Titolo italiano | Prima TV Canada  | Prima TV Italia |
| -- | --------------------------------- | --------------- | ---------------- | --------------- |
| 1  | Dream House/UFO Encounter         |                 | 12 ottobre 1996  |                 |
| 2  | Possession/Man Out of Time        |                 | 5 ottobre 1996   |                 |
| 3  | Reptilian Revenge/Ghostly Voices  |                 | 12 ottobre 1996  |                 |
| 4  | The Creeping Darkness/Power       |                 | 19 ottobre 1996  |                 |
| 5  | The Freefall/Presence             |                 | 26 ottobre 1996  |                 |
| 6  | The Infestation/Human Apportation |                 | 2 novembre 1996  |                 |
| 7  | The Underneath/Phantom Limb       |                 | 9 novembre 1996  |                 |
| 8  | The Transient/Two Lost Old Men    |                 | 16 novembre 1996 |                 |
| 9  | UFO Duplication/Clara's Friend    |                 | 23 novembre 1996 |                 |
| 10 | The Hunter/The Healer             |                 | 30 novembre 1996 |                 |
| 11 | The Curse/Angel on a Plane        |                 | 18 gennaio 1997  |                 |
| 12 | Anasazi Cave/Devil's Triangle     |                 | 25 gennaio 1997  |                 |
| 13 | The Undead/Stalker Moon           |                 | 1º febbraio 1997 |                 |
| 14 | The Forbidden North/Reincarnation |                 | 8 febbraio 1997  |                 |
| 15 | The Greenhouse Effect/The Buzz    |                 | 15 febbraio 1997 |                 |
| 16 | The Light                         |                 | 22 febbraio 1997 |                 |
| 17 | The 13th Floor/The Believer       |                 | 12 aprile 1997   |                 |
| 18 | The Fog/House on Garden Street    |                 | 19 aprile 1997   |                 |
| 19 | Second Sight/Chocolate Soldier    |                 | 21 aprile 1997   |                 |
| 20 | Fire Within/Fate                  |                 | 3 maggio 1997    |                 |
| 21 | Death at Sunset/Collision         |                 | 10 maggio 1997   |                 |
| 22 | Perestroika                       |                 | 17 maggio 1997   |                 |